# Banki
Banki é uma cidade e uma notified area committee no distrito de Cuttack, no estado indiano de Orissa.

## Geografia
Banki está localizada a 20° 23′ N, 85° 32′ L. Tem uma altitude média de 48 metros (157 pés).

## Demografia
Segundo o censo de 2001, Banki tinha uma população de 15,987 habitantes. Os indivíduos do sexo masculino constituem 52% da população e os do sexo feminino 48%. Banki tem uma taxa de literacia de 76%, superior à média nacional de 59.5%; com 56% para o sexo masculino e 44% para o sexo feminino. 11% da população está abaixo dos 6 anos de idade.

## Educational Institute
1. Banki College
2. Rani Sukadei womens College
3. Barendra Krushna Bidyapitha
4. Banki Girls High School

## Temples
1. Charchika Temple
2. Sunadei temple